# جداسازی حساب‌ها
جداسازی حساب‌ها یا مجزاسازی حساب‌ها یا زمانی اتفاق می‌افتد که بخشی از دارایی یا سود یک شرکت، از لحاظ مالی جدا می‌شود. این بخش لزوما به عنوان یک نهاد جدا اداره نمی‌شود. این کار ممکن است به دلایل زیر باشد: 
- دلایل مدیریتی

- ایجاد طرح های محافظت از دارایی با توجه به قرار دادهای تأمین مالی

- جدا کردن بخش های مختلف درآمدی برای اهداف مالیاتی.

## حفاظت از دارایی
در ترتیبات حمایت از دارایی ، نرده حلقه ای می تواند از طریق تفکیک دارایی ها و بدهی های خاص در شرکت های جداگانه یک گروه شرکتی به کار رود.   همچنین می تواند به عنوان روشی برای کاهش ریسک انحلال یا بهبود رتبه اعتبار شرکت ها مورد استفاده قرار گیرد. 

## جدایی برای اهداف مالیاتی
در بریتانیا، منافع حاصل از جداسازی، از درآمد و سود حاصل از فعالیت های مربوط به استخراج نفت یا قوانین نفتی انگلستان و فلات قاره ای انگلستان به دست می آید و مالیات شرکتی بیشتری به ان تعلق می گیرد. این نظام مالی نفتی در کشورهای دیگر هم وجود دارد. 

## جدایی مقررات
در مورد وام ها یا اوراق قرضه، به طور کلی جدا سازی به سرمایه گذار اجازه می دهد که هم با یک دارایی خاصش ارتباط داشته باشد (مثل مزارع بادی متعلق به یک شرکت خدمات شهری) و هم از پشتیبانی اعتباری کامل ترازنامه یک شرکت خدمات شهرری برخوردار باشد. 
یکی از شکل های رایج جدا سازی زمانی است که یک شرکت خدمات عمومی تنظیم شده، از لحاظ اقتصادی خود را از شرکت مادری جدا می کند که به کسب و کارهای تنظیم نشده مشغول است. این کار عمدتاً برای این انجام می شود که از مصرف کنندگان خدمات عمومی مثل برق، آب و مصرف کنندگان صنایع ارتباطی اساسی، در برابر عدم ثبات مالی یا ورشکستگی در شرکت مادر، محافظت شود. چرا که شرکت های مادر ممکن است در فعالیت های مربوط به بازار آزاد، با شکست و ضرر مواجه شوند. مجزا سازی از اطلاعات مشتریان در شرکت های ارائه دهنده ی خدمات عمومی، در برابر تلاش های مغرضانه ی بقیه  کسب و کارهای شرکت مادر محافظت می کند. 
یک داستان موفقیت آمیز در مجزا سازی شرکت های خدمات عمومی، مربوط به فاجعه Enron در 2001-2002 بود. Enron در سال 1997 شرکت جنرال الکتریک پورتلند مستقر در ایالت اورگان را خرید، اما ایالت اورگان قبل از تمام شدن خرید، ژنراتور تولید برق محلی را جدا کرده بود. بعد از این که Enron به خاطر رسوایی های گسترده حسابداریش، اعلام ورشکستگی کرد، این کار از دارایی های Portland General Electric و مصرف کنندگانش محافظت کرد. در بقیه ی ایالت های ایالات متحده هم چنین چیزی رخ داده است. 
با توجه به بحران مالی ۲۰۰۸-۲۰۰۷، بزرگترین بانک های انگلستان موظف هستند طبق قانون خدمات مالی (اصلاحات بانکی) سال 2013، عملیات خرده فروشی خود را برای حمایت بیشتر از سپرده گذارها، تفکیک کنند. تاثیر این تفکیک سازی در 1 ژانویه ی 2019 خود را نشان داد. طبق الزامات تفکیک سازی بانکی انگلستان، این عملیات های خرده فروشی می بایست از طریق اشخاص مختلف و در زیر گروه های مختلف درون هر گروه بانکی گسترده به اجرا در آمد. سازمان تنظیم مقررات، تنظیم کننده اصلی تفکیک سازی است و محدوده قانونی تفکیک سازی مسئول شناسایی بانک ها و نظارت بر اجرای قوانین در بانک ها است. 